# Integrerad politisk krishantering
Integrerad politisk krishantering (engelska: Integrated Political Crisis Response, IPCR) är en krishanteringsmekanism inom Europeiska unionens råd. Mekanismen möjliggör snabb samordning och krishantering på europeisk nivå vid kriser som har vittgående konsekvenser eller politisk betydelse, oavsett om de har sitt ursprung inom eller utanför Europeiska unionen. Genom mekanismen sammanför rådet ett antal olika aktörer, inklusive representanter för berörda institutioner och medlemsstaterna. Mekanismen aktiveras antingen av rådets ordförandeskap eller genom att en medlemsstat åberopar unionens solidaritetsklausul.

## Historia
Under 2006 inrättades ”arrangemanget för samordning vid katastrofer och kriser” efter flera stora kriser som unionen dessförinnan hade haft att hantera: 11 september-attackerna 2001, terroristattackerna i Madrid 2004 och London 2005 samt tsunamikatastrofen i Indiska oceanen 2004. Mot bakgrund av dessa kriser och katastrofer beslutade Europeiska unionens råd att inrätta en krishanteringsmekanism för att förbättra informationsflödet och samordningen av medlemsstaternas insatser i händelse av en större kris. Detta följdes 2013 av inrättandet av IPCR-mekanismen, i syfte att skapa mer flexibilitet, större anpassbarhet och bättre utnyttjande av befintliga resurser. Mekanismen kodifierades 2018 genom ett genomförandebeslut av rådet.

## Användning
I början av 2023 var IPCR aktiverade för tre olika kriser:
- Rysslands invasion av Ukraina 2022
- Covid-19-pandemin
- Migrationskrisen i Europa

Mekanismen har även aktiverats inför Europaparlamentsvalet 2024 för att motverka utländsk inblandning i valet.